# Centerville, Missouri
Centerville är administrativ huvudort i Reynolds County i Missouri. Countyt grundades år 1845 och Centerville grundades som dess huvudort.